# Chandler Rogers
Chandler Mason Rogers (ur. 20 maja 1996) – amerykański zapaśnik walczący w stylu wolnym. Złoty medalista mistrzostw panamerykańskich w 2019 roku.
Zawodnik Stillwater High School z Hrabstwa Payne i Oklahoma State University. Dwa razy All-American (2017, 2018) w NCAA Division I; piąty w 2017 i ósmy w 2018 roku.